# Шадмот-Двора
Шадмо́т-Двора́ (ивр. שדמות דבורה‎) — мошав на севере Израиля. Расположен к юго-западу от Тверии, входит в состав регионального совета Нижняя Галилея.
Мошав был основан 23 мая 1939 года еврейскими иммигрантами, в основном из Германии.

## История
Мошав был основан вечером еврейского праздника Шавуот, 23 мая 1939 года, на землях арабской деревни Сежера, которые Палестинская еврейская колонизационная ассоциация выкупила в 1920-х годах. Первоначально он был основан как поселение «Стена и башня» частью членов кооперативного мошава Моледет, большинство из которых были иммигрантами из Германии, которые стремились жить в рабочем мошаве («мошав овдим»). Первоначально поселение называлось «Омер», но позже название деревни было изменено на «Шадмот-Двора», в честь Дороти де Ротшильд, жены Джеймса Арманда де Ротшильда, президента PICA (он был назначен на эту должность в 1924 году своим отцом Эдмондом Джеймсом де Ротшильдом), на деньги которой были куплены земли мошава, а также в честь пророчицы Деворы, которая собрала израильские племена для борьбы с хананеями в этой местности (Суд. 4:14).
В течение первых семи лет жители мошава жили в стенах небольшого поселения с башней и частоколом, которое располагалось напротив недружелюбной арабской деревни Шаара на другой стороне вади. Только после окончания арабо-израильской войны 1948 года, во время которой жители Шаары бежали в соседние арабские страны и их деревня была разрушена, и жители мошава почувствовали себя в достаточной безопасности, чтобы жить за его стенами. В конце 1940-х — начале 1950-х годов земли мошава были распределены между всеми жителями мошава, при этом жители создали индивидуальные хозяйства для каждой семьи, а остальные земли были распределены между жителями для сельскохозяйственных целей.
В 1970-х годах к мошаву была присоединена новая часть в его южной части, где были построены новые дома, купленные детьми жителей мошава, а также новыми жителями.
В 1980-х годах экономическое положение мошава ухудшилось в результате накопления долгов, и община поселения была передана под административное управление. С конца 1990-х и в течение 2000-х годов в рамках административного управления на выделенной свободной части мошава в его восточной части, которая никем не использовалась, строились новые дома, которые продавались детям жителей мошава и новым жителям с целью покрытия долгов мошава.

## Население
По данным Центрального статистического бюро Израиля, население на начало 2020 года составляло 683 человека.